# Баррош Камара, Жайме де
Жайме де Баррош Камара (порт. Jaime de Barros Câmara; 3 июля 1894, Сан-Жозе, Бразилия — 18 февраля 1971, Апаресида, Бразилия) — бразильский кардинал. Епископ Мосоро с 19 декабря 1936 по 15 сентября 1941. Архиепископ Белен-до-Пара с 15 сентября 1941 по 3 июля 1943. Военный викарий Военного ординариата Бразилии с 6 ноября 1950 по 9 ноября 1963. Архиепископ Сан-Себастьян-до-Рио-де-Жанейро с 3 июля 1943 по 18 февраля 1971. Ординарий Ординариата Бразилии для верных восточного обряда с 14 ноября 1951 по 18 февраля 1971. Кардинал-священник с 18 февраля 1946, с титулом церкви Санти-Бонифачо-э-Алессио с 22 февраля 1946.